# کروموزوم ۲۰ (انسان)

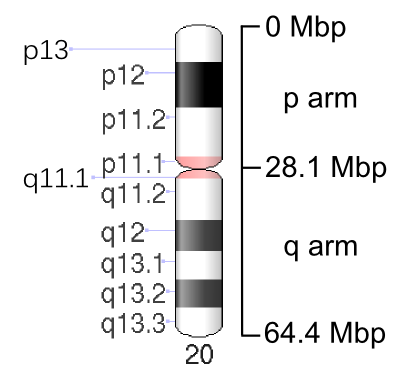
ایدئو گرام کروموزوم ۶ (انسان). MBP به معنی مگا جفت باز است. برای مشاهدهٔ دیگر منابع جایگاه کروموزومی را ببینید.

کروموزوم ۲۰ انسان، یکی از ۲۳ جفت کروموزوم در بشر است. انسان‌ها به طور معمول دو نسخه از این کروموزوم را در سلول‌های خود دارند. کروموزوم ۲۰ از بیش از ۶۳ میلیون جفت باز (اجزای تشکیل‌دهندهٔ دی‌ان‌ای) تشکیل یافته و در برگیرندهٔ بین ۲ تا ۲٫۵ درصد از کل دی‌ان‌ای در سلول‌های انسان‌است.
کروموزوم ۲۰ به طور کامل در سال ۲۰۰۱ تعیین توالی شد و دارا بودن بیش از ۵۹ میلیون جفت باز آن که ۹۹٫۴٪ از یوکراماتیک دی‌ان‌اِی آن را نمایندگی می‌کنند گزارش شد. از آن زمان، با توجه به پیشرفت توالی یابی و بررسی بیشتر، اندازه کروموزوم ۲۰ انسان به بیش از ۶۳ میلیون جفت باز به‌روز شد.
شناسایی هویت ژن‌ها در هر کروموزوم یکی از زمینه‌های فعال در پژوهش‌های ژنتیکی است. پژوهش‌گران از روش‌های مختلفی برای پیش‌بینی تعداد ژن در هر کروموزوم استفاده می‌کنند، از این رو، شمار تخمینی ژن‌ها در هر کروموزوم همیشه یک‌سان نیست. در ژانویه سال ۲۰۱۷، دو تخمین متفاوت با اختلاف ۱۱٪، با یک‌دیگر ارائه‌شده که نشان می‌دهند که کروموزوم ۲۰ انسان می‌تواند در بر گیرندهٔ بین ۹۵۶ ژن، و برابر برآورد دیگر: 1068 ژن باشد.